# Oscoda
Oscoda is een plaats (census-designated place) in de Amerikaanse staat Michigan, en valt bestuurlijk gezien onder Iosco County.

## Demografie
Bij de volkstelling in 2000 werd het aantal inwoners vastgesteld op 992.

## Geografie
Volgens het United States Census Bureau beslaat de plaats een oppervlakte van
2,5 km², waarvan 2,3 km² land en 0,2 km² water. Oscoda ligt op ongeveer 188 m boven zeeniveau.

## Plaatsen in de nabije omgeving
De onderstaande figuur toont nabijgelegen plaatsen in een straal van 32 km rond Oscoda.